# Blue Danube (arma nuclear)
El Blue Danube o también Smallboy, Mk.1 Atom Bomb, Special Bomb y OR.1001, fue la primera arma nuclear británica operativa.
Inicialmente, la fuerza de bombarderos V de la RAF estaba concebida para utilizar esta bomba como armamento principal, en un momento en que aún la primera bomba de hidrógeno no había sido detonada, y los estrategas militares británicos aún creían que una guerra atómica podía librarse y ganarse con bombas atómicas de potencia similar a la bomba de Hiroshima. Por esa razón, el arsenal previsto era de hasta 800 bombas con potencias de entre 10 y 12 kilotones. Las bodegas de bombas de los bombarderos V estaban dimensionadas para transportar la Blue Danube, la bomba nuclear de menor tamaño posible, dada la tecnología de la época (1947), cuando se formularon sus planes.

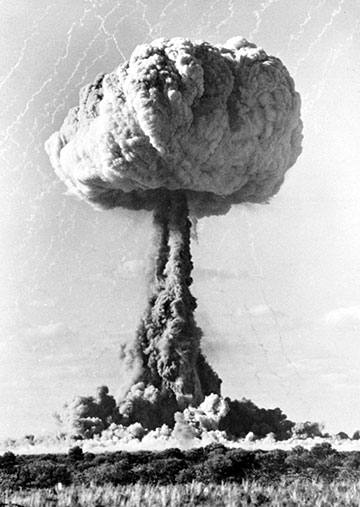
Explosión de una cabeza nuclear Blue Danube (nombre en clave Buffalo R2/Marcoo, lanzada el 4 de ctubre de 1956) durante las pruebas nucleares británicas de Maralinga

## Diseño
Los diseños iniciales de la ojiva Blue Danube se basaron en investigaciones derivadas del Hurricane, el primer dispositivo de fisión británico (que no fue diseñado ni empleado como arma), probado en 1952 en las Islas Montebello, Australia Occidental. La ojiva real del Blue Danube se sometió a pruebas de fuego durante la Operación Buffalo, en las pruebas nucleares Marcoo (de superficie) y Kite (lanzamiiento desde el aire) en Maralinga, Australia, por un equipo de científicos australianos, británicos y canadienses a fines de 1956. 
Durante la prueba Kite del 11 de octubre de 1956, un Vickers Valiant del Escuadrón Nº 49 de la RAF pilotado por el líder de escuadrón Ted Flavell se convirtió en el primer avión británico en lanzar una bomba atómica activa. 
El Blue Danube agregó una carcasa con forma balística al paquete de física existente del Hurricane, con cuatro aletas abatibles para garantizar una trayectoria balística estable desde una altura planificada de lanzamiento de 15 240 metros. Inicialmente, utilizaba un núcleo de plutonio, pero todas las versiones de servicio fueron modificadas para usar un núcleo compuesto de plutonio - uranio (U-235) y también fue probada una versión con solo un núcleo de uranio. Los jefes de servicio insistieron en un rendimiento de entre 10 y 12 kt por dos razones: en primer lugar, para minimizar el uso de material fisible escaso y costoso; y en segundo lugar, para minimizar el riesgo de predetonización, un fenómeno entonces poco comprendido y la razón principal para usar un núcleo compuesto de capas concéntricas de plutonio y U-235. Aunque habo muchos planes para versiones con mayores rendimientos, algunos hasta 40 kt, ninguno fue desarrollado, en gran parte debido a la escasez de materiales fisionables, y no hay evidencia de que ninguno haya sido considerado seriamente. 

## Despliegue
El primer Blue Danube se entregó al arsenal de la RAF Wittering en noviembre de 1953, aunque no había aviones equipados para transportarlo hasta el año siguiente. El vuelo número 1321 de la RAF se estableció en RAF Wittering en abril de 1954 como una unidad Vickers Valiant para integrar el arma nuclear Blue Danube al servicio RAF. El Short Sperrin también era capaz de transportar el Blue Danube y se le designó como una opción alternativa, en caso de que los proyectos de bombarderos V no fueran exitosos. 
Los archivos desclasificados muestran que se produjeron 58 Blue Danubes antes de que la producción cambiara en 1958 al arma Red Beard, más pequeña y capaz, que podría aceptar el núcleo fisible del Blue Danube y transportada por aviones mucho más pequeños. Parece poco probable que las 58 armas del Blue Danube estuvieran operativas en un momento dado.[cita requerida] El Blue Danube fue retirado en 1962.[cita requerida]
Se construyeron instalaciones de almacenamiento de bombas para el arma en la RAF Barnham, Suffolk, y en RAF Faldingworth, Lincolnshire. Estos lugares fueron construidos específicamente para almacenar componentes de bombas en pequeños edificios llamados «cabañas», con los elementos altamente explosivos de las armas guardados en áreas especiales. Las instalaciones de almacenamiento probablemente se cerraron en 1963 [cita requerida] y se pusieron a la venta en 1966, convirtiéndose el emplazamiento de Barnham en un polígono industrial, que ahora es un monumento declarado histórico.

## Problemas
Las principales deficiencias del Blue Danube incluyeron el uso de baterías de plomo y ácido poco confiables para suministrar energía a los circuitos de disparo y los radioaltímetros. Armas posteriores usaron generadores de turbina de aire de impacto o baterías térmicas más fiables. El Blue Danube no fue diseñado como un arma equipada para aguantar los rigores de la vida útil; fue un experimento científico a gran escala, que necesitaba ser rediseñado para cumplir con los requisitos de servicio, lo que resultó en la bomba Red Beard. Lo mismo podría decirse de la tercera bomba atómica de Estados Unidos, Fat Man, que fue rediseñada rápidamente después de la Segunda Guerra Mundial. 

## Legado
Partes de una bomba Blue Danube se podían ver en el Centro de Visitantes de Sellafield en Cumbria, pero el centro cerró en 2008.
Una réplica de la bomba es mostrada en el Polígono Industrial Gorse (el antiguo sitio de las instalaciones de la RAF Barnham) en Suffolk. 